# Franklin Knight Lane
Pour les articles homonymes, voir Lane.
Franklin Knight Lane, né le 15 juillet 1864 sur l'île-du-Prince-Édouard (Canada) et mort le 18 mai 1921 à Rochester (Minnesota), est un homme politique américain. Membre du Parti démocrate, il est secrétaire à l'Intérieur entre 1913 et 1920 dans l'administration du président Woodrow Wilson.

## Biographie

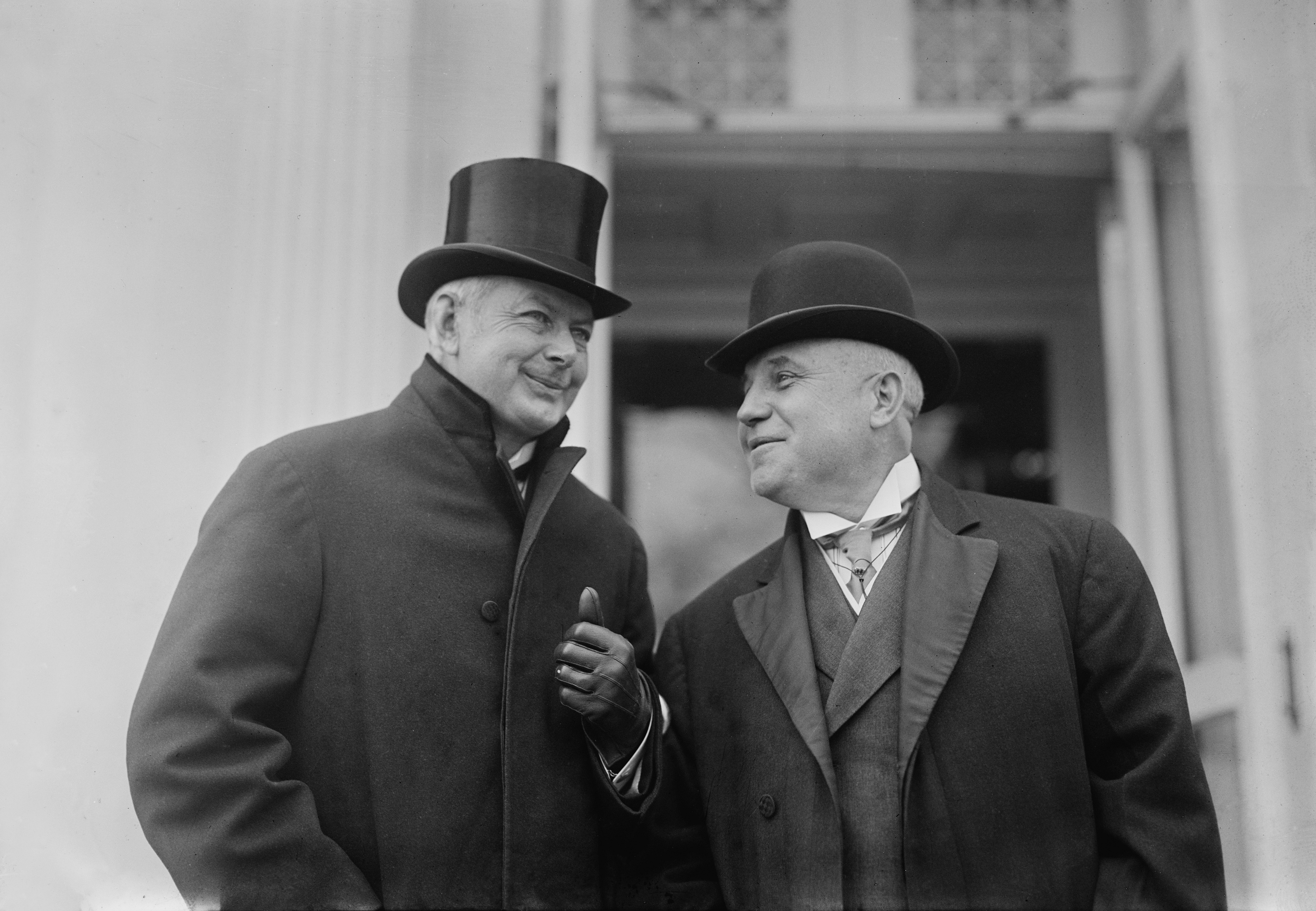
Franklin Knight Lane, à droite, en compagnie de Albert S. Burleson, vers 1910.

## Annexe
- Histoire des États-Unis de 1918 à 1945